# Корчак VII
Корчак VII — шляхетський герб, різновид герба Корчак, існує в кількох варіантах.

## Опис герба
Герб існує у трьох варіантах:
Корчак VII (пол. Abszlang, Jelec, Łopot руо.): В червоному полі над трьома срібними балками два срібних яльця в косий хрест.
Корчак VIII (пол. Silicz): У червоному полі над трьома срібними балками дві срібні облогові дужки.
Силич: У червоному полі над трьома срібними балками золотий андріївський хрест.
У всіх варіантах у клейноді три пера страуса і намет червоний, підбитий сріблом.

## Роди
Корчак VII і VIII: Лопати (Łopata), Лопатки (Łopatka), Лопатинські (Łopatyński), Лопоти (Łopot), Лопотти (Łopott), Пташевичі (Ptaszewicz), Силичі (Silicz), Витижі (Wytyz), Витижчі (Wytyzcz).
Силич як герб власний використовується старшинським козацьким родом Силичів.

## Відомі власники
Silicz:
- Оникій Силич — дворянин любецький, полковник козацький чернігівський 1657, брав участь у битві під Konotopem в 1659, 1664 р. був страчений у місті Borzna через гетьмана Івана Брюховецького.
- Степан Силич — чернігівський полковий сотник (1661—1677, з перервами).
- Силич Ян — підчаший Київський, депутат на суд Литви, депутат річицький на сеймі 1732 р., зірвав сейм за гроші від посла Франції; на Сеймі голосував за Станіслава Лещинського в 1733 році.

## Дивись також
- список герби